# Christine Nöstlingerová
Christine Nöstlingerová (nepřechýleně Christine Nöstlinger, roz. Christine Draxler; 13. října 1936 Vídeň – 28. června 2018 tamtéž) byla rakouská spisovatelka literatury pro děti. Získala obě ze dvou nejprestižnějších cen pro autory dětské literatury: roku 2003 Cenu Astrid Lindgrenové (Litteraturpriset till Astrid Lindgrens minne) a v roce 1984 Cenu Hanse Christiana Andersena. Je jedním ze tří autorů, který dosud získal obě tyto ceny. Byla autorkou více než 150 knih pro děti a mládež. Některé své knihy si i sama ilustrovala. K nejslavnějším patří již její první kniha z roku 1970 Die feuerrote Friederike.

## Vyznamenání
- Čestný kříž Za vědu a umění I. třídy (2003, Rakousko)[4]
- velká čestná dekorace Čestného odznaku Za zásluhy o Rakouskou republiku (2011, Rakousko)[5]

### Česky vyšlo
- Róza, strážné strašidlo (1988)
- Pan Pes a jeho přátelé (1997)
- Skřítek v hlavě (1997)
- Příhody malého Františka (1998)
- František jde do školy (1999)
- Růženka, ta má nápady! (2000)
- Markétka (2000)
- Markétka má trable (2001)
- Má milá Markétko! (2002)